# Yolanda Campos Bergua
Yolanda Campos Bergua (Jaca, Aragón, 1973) es una compositora española de lenguaje microtonal que desarrolla su trabajo dentro de la corriente espectralista. Su trabajo se centra, en mayor medida, en la exploración tímbrica en relación con el discurso musical, reflejando conceptos como el tiempo y el silencio dentro de su poética. Tiene el título de profesora de piano, así como el Título Superior en la especialidad de Pedagogía Musical y Composición y el título elemental de Contrabajo clásico. Sus obras han sido estrenadas en importantes ciclos y teatros a nivel internacional. Como apasionada de la ciencia, le gusta crear obras a partir de fenómenos astronómicos o astrofísicos

## Biografía
Yolanda nació en Jaca, en 1973, donde cursó estudios musicales, obteniendo el título de profesora de piano. Posteriormente, continuó sus estudios en el Conservatorio Superior de Música de Navarra, donde obtuvo el Título Superior en la especialidad de Composición y Pedagogía Musical. Es una apasionada de la ciencia y sus procesos, por lo que, algunas de sus obras toman como punto de partida fenómenos astrofísicos o astronómicos como agujeros negros, púlsares u ondas gravitacionales. Para ella, la composición es como un proceso de aprendizaje, musical y vital, en el que se busca encontrar un lenguaje compositivo que permita plasmar sus reflexiones a nivel personal y musical. Sus obras son una combinación de racionalidad y experimentación, tomando esta última como una evolución constante en su lenguaje. La creación y divulgación de música contemporánea se puede decir que son el centro de sus intereses en la profesión, ya sea con proyectos multidisciplinares o en espectáculos multimedia y producciones audiovisuales.
Es confundadora del Centro de Música Contemporánea Garaikideak, dedicado a la creación y difusión de la música contemporánea en Navarra. Este centro es promotor del NAK, Festival de Música Contemporánea de Navarra (Nafarroako Musika Garaikidearen Jaialdia), del que Yolanda es directora artística desde su segunda edición. Este evento, se ha convertido en un punto de encuentro entre creadores y público, en el que confluyen música, creación y pensamiento estético, así como unas actividades construidas con un enfoque didáctico. Ejerció como docente en SOINUAN, una plataforma de formación musical en línea que ofrecía un entorno de aprendizaje y colaboración. La plataforma se creó mediante una campaña de crowfunding, la cual superó la cifra necesaria para la puesta en marcha del proyecto.
Aficionada a la astronomía, ante el anuncio de la detección de las ondas gravitacionales y todo lo que se habló de este fenómeno, se dio cuenta de que en su música había trabajado mucho con estos conceptos como el tiempo, el espacio o el silencio, y de que la astrofísica, como ciencia, le permitía unir todos estos conceptos con los que había trabajado en un solo único contexto espacio temporal. De esta manera, nació "Púlsar" (2016), la que fue su primera composición inspirada por este tipo de estrellas. Se trata de una obra de doce minutos de duración, compuesta para saxo alto y pecusión, en la que se proponía utilizar frecuencia de púlsares como base del tempo musical. Más adelante, surgió la composición de la obra "Lich", centrada en un púlsar en concreto, que es el que da nombre a la obra, y en los exoplanetas que orbitan alrededor de él. Los instrumentos para los que se escribió son el chistu, tamboril, acordeón y percusión, instrumentos que, en principio, están alejados del lenguaje musical contemporáneo, pero gracias a la partitura de Yolanda, adquieren un nuevo color. "Lich" fue un encargo de la "Silboberri Txistu Elkartea", asociación de Durango creada para actualizar y enriquecer el repertorio del chistu contemporáneo. "Lich" se estrenó en 2018, en el Festival de Música Contemporánea ENSEMS de Valencia.
Cree en el arte como una herramienta de transformación social y en el papel que desarrollan las vanguardias culturales en este proceso, a las que considera una herramienta imprescindible para romper con los cánones establecidos, reinventar el arte y la sociedad. Sus referencias musicales abarcan desde Johannes Ockeghem hasta Gérald Grisey, así como otros referentes musicales que experimentaron e innovaron en su lenguaje. Para ella es importante salir de la zona de confort, porque hay veces que se necesita un revulsivo para aprender y avanzar, al igual que pasa con la lectura, "[...] si sólo lees libros sencillos, jamás aprenderás palabras nuevas. Pues esto es exactamente lo mismo." Para poner ejemplos históricos de esto, menciona a Beethoven, "un incomprendido", y otros grandes maestros musicales a los que ahora tenemos costumbre de escuchar y en que su día fueron grandes rompedores, "Chopin, con esas armonías cromáticas tan complejas, o Liszt o Stravinsky [...] Ellos también fueron revolucionarios y, si no hubieran innovado, la música no habría evolucionado".

## Trabajos

### Partituras[9]
| Título                        | Instrumentos                                                                   | Proyecto                                  |
| ----------------------------- | ------------------------------------------------------------------------------ | ----------------------------------------- |
| Sidus                         | Flauta I, flauta II- piccolo y acordeón                                        | MÚSICA INAUDITA (2011)                    |
| UTL (Unidad triple y liviana) | Oboe solo                                                                      | HUTS (2012)                               |
| Encuentros                    | Multipercusión y electrónica                                                   | KOSMOS (2013)                             |
| Origen                        | Saxos (SATB)                                                                   | KOSMOS (2013)                             |
| Capricorn                     | Cello solo                                                                     | KOSMOS (2013)                             |
| Espacios tímbricos            | Oboe, saxo a-saxo t-saxo bar y cello                                           | ARQUITECTURAS SONORAS (2015)              |
| Púlsar                        | Saxo alto y multipercusión                                                     | KOSMOS 2.0 (2016)                         |
| Uracqua IV                    | Flauta-picc, oboe, clarinete-cl bajo, saxo tenor y acordeón                    | URACQUA (2017)                            |
| Zaldidantza                   | Coro inclusivo, clarinete y cello                                              | SILENCIO, SE RUEDA (2018)                 |
| Mars                          | Saxo tenor-spring drums                                                        | KOSMOS 3.0 LOS SONIDOS DEL ESPACIO (2019) |
| Ars                           | Oboe, saxo soprano, flauta de 3 picos-txistu-silbote-salterios-tambor y cello. | REVOLUCIÓN (2020)                         |

### Discografía[10]
| Pieza  | Instrumentos                          | CD                                                                       | Sello                 | Año  |   |
| ------ | ------------------------------------- | ------------------------------------------------------------------------ | --------------------- | ---- | - |
| Vagues | Contrabajo solo                       | “Inox-Érable” Bruno Laurent.                                             | Ed. Tempéraments      | 2018 |   |
| Lich   | Txistu-tamboril, acordeón y percusión | “Jaldi Hadi Mundura. Basque Impressions III”. Silboberri Txistu Elkartea | Ed. Orpheus Classical | 2019 | * |

* Obra de encargo